# Белоусов, Владимир Николаевич
Влади́мир Никола́евич Белоу́сов (5 января 1928, Москва — 23 февраля 2018, Москва) — советский и российский архитектор, академик РААСН, заслуженный архитектор РСФСР, градостроитель, доктор архитектуры (1993) и профессор. Был широко известен в России и за рубежом как учёный, педагог, выдающийся организатор и общественный деятель. Под его руководством велась разработка генеральных планов и проекты застройки городов. Более 50 лет посвятил педагогической работе в Московском архитектурном институте (МАрхИ).

## Биография
Основные этапы профессиональной деятельности:
1953—1956 — МАрхИ (аспирант, преподаватель, доцент),
1956—1957 — стажёр архитектурного факультета в Белграде,
1972—1988 — ЦНИИП градостроительства, директор,
1992—2011 — академик-секретарь Отделения градостроительства РААСН, вице-президент РААСН, советник президента РААСН,
1988—2011 — профессор МАрхИ.

## Трудовая и научная деятельность
Окончив Московский архитектурный институт (МАрхИ) в 1950 году, он начал свой творческий путь в мастерской академика Л. В. Руднева по проектированию Московского государственного университета и Дворца культуры и науки в Варшаве. C 1971 по 1988 год Владимир Николаевич работал в Центральном научно-исследовательском и проектном институте по градостроительству (ЦНИИП градостроительства). В эти годы в институте проводились крупнейшие научные исследования в области расселения, выполнялись проектные работы, связанные с развитием территорий и городов не только в СССР, но и за рубежом, а также совместные научные работы с учёными США, Франции, Финляндии и др. Под руководством В. Н. Белоусова были разработаны «Комплексная программа научно-технического прогресса и его социальные последствия», «Генеральная схема расселения на территории СССР», генеральные планы и проекты застройки городов Чайковского, Ярославля, Иркутска, Тобольска, Балаково, Барнаула и других.
В 1993 году защитил докторскую диссертацию в форме научного доклада «Архитектура и градостроительство Югославии: этапы становления и развития».

## Педагогическая деятельность
Более 50 лет преподавал в Московском архитектурном институте (МАрхИ). Им было подготовлено более 250 специалистов и 35 кандидатов наук. Под его руководством был создан Центр повышения квалификации архитекторов при МАрхИ, осуществлялась постоянная работа по усовершенствованию подготовки кадров градостроителей.

## Общественная деятельность
Владимир Николаевич являлся одним из основателей Российской академии архитектуры и строительных наук. В течение 17 лет с момента создания Академии и до 2009 года руководил Отделением градостроительства в качестве академика-секретаря и вице-президента, определяя приоритетные направления научных исследований в области градостроительства.
В течение многих лет он являлся членом экспертного совета по строительству и архитектуре ВАК Министерства образования и науки РФ, членом Совета по грантам Президента Российской Федерации по государственной поддержке молодых российских учёных и по государственной поддержке ведущих научных школ РФ. Являлся инициатором создания в России специальности «Градостроительство» и участником разработки стандарта специальности «Градостроитель».
Владимир Николаевич был крупнейшим исследователем и признанным экспертом по архитектуре и градостроительству Югославии, Сербии и Черногории. Он являлся иностранным членом Югославской инженерной академии, академиком архитектуры Сербии, почётным членом Союза архитекторов Сербии и общества урбанистов.
Помимо научной и педагогической деятельности Владимир Николаевич всегда уделял огромное внимание общественной работе. Его неоднократно избирали секретарём правлений Союзов архитекторов СССР и России, вице-президентом Союза архитекторов России.

## Достижения и признание
Владимир Николаевич являлся академиком Российской академии архитектуры и строительных наук, доктором архитектуры, профессором, академиком Европейской академии наук и искусств, академиком Академии архитектурного наследия, почётным доктором Университета в Белграде, иностранный член Югославской инженерной академии, академик Академии архитектуры Сербии, почётный член Союза архитекторов Сербии, член Общества урбанистов Сербии. почётным членом Международной академии архитектуры, Заслуженным и Почётным архитектором РФ, Почётный строитель РФ, лауреатом премии Совета Министров СССР.
Владимир Николаевич был награждён орденами «Знак Почёта», «Трудового Красного Знамени», «Дружбы», медалями «За трудовое отличие», Медалью Союза архитекторов России «За выдающийся вклад в архитектурное образование» 2009.,Большая медаль РААСН, медаль «За трудовую доблесть».
Являлся автором 5 книг, в том числе: «Современная архитектура Югославии» (М., 1983), «Поэтика черногорской архитектуры» (Черногория, 2009).

## Семья
Дед — В.Н. Семёнов, главный архитектор Москвы.